# Tilburgs dierenpark
Het Tilburgs Dierenpark was een dierentuin gelegen in de Oude Warande aan de Bredaseweg in Tilburg.

## Geschiedenis
Het park opende zijn deuren in 1932 als huwelijkscadeau van Johan Burgers (oprichter van Burgers Zoo) aan zijn dochter Johanna Burgers en haar Tilburgse man Johan van Glabbeek. In 1946 kwam het park in handen van de firma C. van Dijk & Zonen die al vanaf het begin bij het park betrokken was. In 1973 werd het park gesloten.

## Lijst van gehouden dieren (niet compleet)
- Ezels
- Flamingo's
- Giraffen
- IJsberen
- Kamelen
- Kraanvogels
- Leeuwen
- Olifanten
- Papegaaien
- Pinguïns
- Resusapen
- Tijger
- Siberische grondeekhoorn

## Tentoonstelling
In 2008 organiseerde Nicole van Dijk een expositie over het voormalige Dierenpark. Onderdeel van dit project was de uitgave van het boek Het Tilburgs dierenpark, een familiegeschiedenis.